# Myrmecia gulosa
Myrmecia gulosa là một loài kiến trong chi Myrmecia. Nó sinh sống khắp Đông Úc. Vài cá thể có thể dài tới 15–30 mm.